# Nahida Sobhan
Nahida Sobhan é uma diplomata de Bangladesh que é a primeira diplomata para o Médio Oriente. Ela serve como Embaixadora da Jordânia desde 1 de janeiro de 2020. Anteriormente, ela fora a Diretora Geral do Departamento da ONU no Ministério das Relações Externas.

## Educação
Sobhan é Bacharel em Artes (com distinção) e mestre em Literatura Inglesa pela Universidade de Dhaka. Foi também instruída em direito internacional público na Academia de Direito Internacional em Haia, nos Países Baixos. Também obteve um diploma em relações internacionais do Instituto de Administração Pública de Paris, França. Sobhan é igualmente fluente em francês, inglês e bengali.

## Carreira
Sobhan é oficial de carreira de serviço estrangeiro, pertencente ao 15º lote do quadro de relações externas do Serviço Civil de Bangladesh (BCS). Sobhan serviu em várias funções em missões de Bangladesh em Roma, Calcutá e Genebra.

### Vida pessoal
Nahida Sobhan é casada e é mãe de dois filhos.